# نیله بوت
نیله بوت (به انگلیسی: Neela Butt) یک منطقهٔ مسکونی در پاکستان است که در کشمیر آزاد واقع شده‌است. نیله بوت ۲٬۰۱۱٫۷ متر بالاتر از سطح دریا واقع شده‌است.